# Volmolen (Mol)
Volmolen is de naam van een wijk in het uiterste westen van de gemeente Mol. Het is gelegen tussen Heidehuizen en het kerkdorp Bel, dat gelegen is in de gemeente Geel.
De wijk is vernoemd naar de Volmolen op de Molse Nete die omstreeks 1800 aldaar werd opgericht ten behoeve van de wolbedrijven die zich te Mol bevonden. Deze volmolen is verdwenen.
In de nabijheid van Volmolen bevindt zich een bosgebied van ruim 38 ha, in bezit van de Stichting Kempens Landschap. Het bestaat voornamelijk uit dennenbos. Dit gebied heeft eveneens de naam "Volmolen".